# Borinage
Borinage je oblast na jihu Belgie. Protéká jí řeka Haine, největším městem je Mons. Většinu obyvatel tvoří Valoni, hovořící dialektem zvaným borain. Převládajícím vyznáním je protestantismus.
K regionu Borinage se tradičně počítá třináct obcí: Boussu, Colfontaine, Dour, Frameries, Hensies, Honnelles, Jurbise, Lens, Mons, Quaregnon, Quévy, Quiévrain a Saint-Ghislain.
Oblast byla již od starověku nazývána Carbonaria silva díky bohatým zásobám černého uhlí. V 19. století bylo Borinage jeho největším producentem v Evropě (hlavním odběratelem byla Francie) a tvořilo součást souvislého pásu průmyslových a těžebních lokalit na francouzsko–belgickém pomezí zvaného sillon Sambre-et-Meuse. Název oblasti je proto odvozován od nizozemského slovesa boren (kopat). Památkou na těžbu jsou četné haldy roztroušené po krajině. Borinage byla místem zrodu belgického dělnického hnutí: v roce 1885 zde byla založena Belgická strana práce a v roce 1893 se konala krvavě potlačená generální stávka.
V letech 1878–1880 působil v Borinage jako laický kazatel Vincent van Gogh, který ztvárnil život místních havířů na svých raných obrazech, např. Jedlíci brambor. V roce 1934 natočili Henri Storck a Joris Ivens sociálněkritický dokumentární film Misère au Borinage. Život v regionu v období velké hospodářské krize popsal ve svých reportážích také Egon Erwin Kisch.
Po druhé světové válce sem přišly za prací desetitisíce Italů (jedním z příslušníků této migrační vlny byl i zpěvák Salvatore Adamo). Koncem padesátých let začal útlum těžby a v jeho důsledku patří Borinage k nejchudším částem Belgie. Existují zde menší sklářské a strojírenské podniky, v Saint-Ghislain byla otevřena evropská serverovna firmy Google. Významnější terciární sektor funguje pouze ve městě Mons, které se tak od svého okolí výrazně liší.
Zbytky hornické osady Grand-Hornu jsou chráněny UNESCO jako součást komplexu Černouhelné doly ve Valonsku. Oblast je známá také díky středověké legendě o drakovi z Wasmes, kterou připomínají tradiční krojovaná procesí. Mezi lokální speciality patří koláč pagnon borain a nápoj z fíků Bière Darbyste, který zavedli stoupenci Johna Nelsona Darbyho jako náhražku piva. Středověkou památkou je zřícenina hradu Boussu s rozsáhlým parkem. V roce 1792 se na území Borinage odehrála bitva u Jemappes, která byla součástí revolučních válek.